# Krdžali
Krdžali ali i Kurdžali (bugarski: Кърджали, turski: Kırcaali) je grad u Bugarskoj, sjedište Oblasti Krdžali u istočnim Rodopima. Pored grada nalazi se velika brana i Umjetno jezero Krdžali.

## Zemljopisne osobine
Krdžali se prostire na istočnim padinama planinskog masiva Rodopi, na obalama rijeke Arda između dva umjetna jezera na rijeci Ardi; Jezera Krdžali i Jezera Studen Kladenec. Krdžali je udaljen 260 km jugoistočno od Sofije. Pored Krdžalija ide europski prometni pravac br.  9.

## Povijest
Teritorij Krdžalija naseljen je još od neolita, za to ima brojnih arheoloških dokaza.
Tračka plemena naselila su se u ovom kraju i izgradila mnoga svetišta posvećena svojim božanstvima, Suncu i Zemlji. Pored sela Nenkovo (sjeverozapadno od grada) 2001. godine otkopana je grobnica u obliku ženske maternice. Točno u podne, kad je sunce u zenitu, zraka svjetlosti prolazi kroz kameni prorez i pada na sjenovit kameni zid u pećini. 
Prema tračkom vjerovanju to je bila inkarnacija boga sunca. Ova pećina je bila neolitska astronomska observatorija (nešto poput Stonehengea u Velikoj Britaniji).
U okolici se nalaze ostatci mnogih tračkih kamenih utvrda i dvoraca;  Perperek, Ustra, Višegrad. Najznačajniji od tih objekata je Perperikon u kojem je boravio i trački kralj. Ovo arheološko nalazište svakim danom 
postaje sve popularnije, kako se otkrije neki novi dio tog nalazišta.
Za vrijeme Bizanta Krdžali je bio središte ranokršćanske eparhije - Achridos. Manastir Sv. Ivana Preteče (bugarski: Йоан Продром ili Йоан Предтеча) podignut je između VI - VIII st. i jedan je od najstarijih srednjovjekovnih spomenika u kraju.
Ime Krdžali je prvi put spomenuto u turskim dokumentima. Grad je ime dobio po turskom vojnom zapovjedniku koji se zvao Kardža Ali, on je osvojio regiju i grad. Kardža Ali (na suvremenom turskom se izgovara: Kırca Ali). Staro bugarsko ime naselja (do XVII st.)  bilo je Žerkovo.
Naselje se stalo razvijati kao trgovište za vrijeme Otomanskog carstva, ali je unatoč tome ostalo malo naselje bez ikakvog obrta i manufaktura. Tijekom XVIII st. turske razbojničke čete koristile su naselje kao bazu za svoje pohode, na kraju je grad i nazvan po vođi razbojnika - Kardži Aliju. Najpoznatiju razbojničku četu vodio je paša Osman Pazvantoğlu koji je bio vladar sjeveroistočne Bugarske i Dunavske doline do 1807. godine.
Krdžali i okolica postali su dio Turske autonomne provincije Istočna Rumelija nakon Berlinskog Kongresa iz 1878. ali je nakon ujedinjenja Kneževine Bugarske i Istočne Rumelije 1885.,  grad vraćen pod vlast Otomanskog Carstva u vilajet Edirne. 
Otomanska vlast okončana je za Prvog balkanskog rata, kada je bugarski general Vasil Delov 21. listopada 1912. godine ušao u grad sa svojom vojskom. Ovaj dan se slavi kao dan grada od 1937. godine. Krdžali je postao upravno sjedište Oblasti Krdžali 1949. godine.

## Stanovništvo
Po popisu stanovnika iz 2001. godine, Općina Krdžali (grad i 118 sela u okolici) imali su 69 830 stanovnikaod toga je grad imao 45 729 stanovnika. Po najnovijim procjenama ima 119 978 odnosno 76 232 stanovnika, neki drže  
ove procjene dvojbenim. Prema popisu iz 1989. (za socijalizma) stanovništvo općine Krdžali bilo je 59 000 stanovnika.
Sve do 1913. godine, većina stanovnika grada Krdžalija bili su Turci. Tek nakon toga promijenila se etnička struktura grada, tada su se u Krdžali počeli doseljavati brojne bugarske izbjeglice iz Istočne Trakije i Zapadne Trakije i 
brojni Romi. Dobar dio Turaka napustio je odmah grad i odselio se u Tursku još 1913. Iseljavanje se je nastavilo, ali manjim intezitetom i između 1913. – 1989. godine, dobar dio bio je dobrovoljan, ali bilo je valova izvršenih pod pritiskom na lokalno tursko stanovništvo ( dobar dio je i rezultat međudržavnih dogovora o razmjeni stanovništva između Bugarske i Turske). Emigracija u Tursku je osobito intenzivna bila 1989. godine, tada je sama Bugarska država poticala svim mogućim sredsvima takav trend.
Nakon 1990. zbog gospodarske krize u Bugarskoj (koja je bila naročito teška u Oblasti Krdžali) u tranzicijskom periodu, mnogi stanovnici Krdžalija ( i Bugari i Turci)  potražili su bolji dom. Oblast Krdžali ima najveći postotak turskog manjinskog stanovništva u Bugarskoj. Po popisu stanovništva iz 2003. godine, u Općini Krdžali živjelo je čak 53% Turaka, 42% Bugara i 1% Roma, i još nekih drugih manjih nacionalnih zajednica. Tursko stanovništvo živi u okolici grada i tvori većinu, dok su u samom gradu Bugari većina stanovništva. 
Lokalna uprava je u rukama Pokreta za pravdu i slobodu (pokreta manjinskog turskog naroda u Bugarskoj). Oblast Krdžali zastupljena je s pet zastupnika u nacionalnom parlamentu.
U prosincu 1989. i siječnju 1990. godine održane su brojne demonstracije u Krdžaliju protiv izmjene anti- turskih (protu manjinskih zakona). Na to su turski školarci odgovorili bojkotom školske nastave, traživši nastavu na svom jeziku.

## Gospodarstvo
U svojoj socijalističkoj prošlosti Krdžali je bio sjedište proizvodnje duhana i industrije vezane uz to. Danas većina tih pogona ne radi.
Velike zalihe olova i cinka u okolici čine grad potencijalno atraktivnom lokacija za metalurgiju i strojogradnju.
Danas pak trgovina i usluge imaju najveći udio u lokalnom gospodarstvu. Brojne kulturne i prirodne znamenitosti u gradu i okolici, su dobra podloga za razvoj turizma.

## Kultura i turizam
Trački grad Perperikon nalazi se pored grada na kamenom brijegu koji dominira dolinom, utvrda je doslovna uklesana u kamenu stijenu.
- Manastir Sv. Ivana Preteče iz XI st. nalazi se u dijelu grada - Veselčane. Kompletno je obnovljen 2000. godine a uz njega je podignut i novi zvonik.
- Povijesni muzej iz Krdžalija ima jednu od najvećih zbirki iz južne Bugarske. Zbirka ima puno prehistorijskih keramičkih izložaka iz tračkih gradova Perperikon i Tatul. Muzej je smješten u starom turskom konaku izgrađenom 1870. godine.

## Brane i umjetna jezera
Pored grada na rijeci Ardi podignute su dvije brane i umjetna jezera; Studen Kladenec istočno od grada i Krdžali, zapadno od grada. Grad je zapravo između dva umjetna jezera i dvije brane.

## Zbratimljeni gradovi
- Gaziosmanpaşa, Istanbul, Turska
- Elkhart Indiana, Sjedinjene Američke Države
- East Staffordshire, Ujedinjeno Kraljevstvo
- Vladikavkaz, Rusija.
- Vladimir, Rusija.

## Vanjske poveznice
- Općinske stranice (bug.), (engl.), (tur.)
- Novosti iz Krdžalija i regije
- Tursko kulturno društvo Yumer Lyutfi  Arhivirana inačica izvorne stranice od 6. kolovoza 2009. (Wayback Machine) (bug.), (tur.)
- Novosti iz Krdžalija (bug.), (tur.)